# Canton de Thionville
Le canton de Thionville est une circonscription électorale française du département de la Moselle.

## Histoire
Créé une première fois en 1790, le canton originel comprenait uniquement la ville de Thionville et ses nombreuses annexes. Sous l'organisation de l'an III le canton resta inchangé.
Il a été modifié en 1801 et 1817.
Il est à nouveau modifié par décret du 8 août 1967 créant le canton de Basse-Yutz.
Il est supprimé par décret du 24 décembre 1984 créant les cantons de Thionville-Ouest et Thionville-Est.
Un nouveau découpage territorial de la Moselle entre en vigueur à l'occasion des élections départementales de 2015. Il est défini par le décret du 18 février 2014, en application des lois du 17 mai 2013 (loi organique 2013-402 et loi 2013-403). Les conseillers départementaux sont, à compter de ces élections, élus au scrutin majoritaire binominal mixte. Les électeurs de chaque canton élisent au Conseil départemental, nouvelle appellation du Conseil général, deux membres de sexe différent, qui se présentent en binôme de candidats. Les conseillers départementaux sont élus pour 6 ans au scrutin binominal majoritaire à deux tours, l'accès au second tour nécessitant 12,5 % des inscrits au 1er tour. En outre la totalité des conseillers départementaux est renouvelée. Ce nouveau mode de scrutin nécessite un redécoupage des cantons dont le nombre est divisé par deux avec arrondi à l'unité impaire supérieure si ce nombre n'est pas entier impair, assorti de conditions de seuils minimaux. Dans la Moselle, le nombre de cantons passe ainsi de 51 à 27. Le canton de Thionville est recréé par ce décret.
Il est formé d'une commune de l'ancien canton d'Yutz et d'une fraction de la commune de Thionville. Il est entièrement inclus dans l'arrondissement de Thionville. Le bureau centralisateur est situé à Thionville.

## Représentation

### Conseillers généraux de 1833 à 1985
| Période                                  | Période      | Identité                                               | Étiquette              | Qualité                                                                            |
| ---------------------------------------- | ------------ | ------------------------------------------------------ | ---------------------- | ---------------------------------------------------------------------------------- |
| 1833                                     | 1836 (décès) | Jean Poulmaire                                         | Majorité ministérielle | Manufacturier (brasseur et tanneur) à Thionville Député (1830-1836)                |
| 1836                                     | 1848         | Jean Antoine Marc Alexis Poulmaire (fils du précédent) |                        | Négociant, propriétaire, manufacturier à Beauregard Adjoint au maire de Thionville |
| 1848                                     | 1870         | Charles de Wendel                                      | Majorité dynastique    | Propriétaire de forges à Hayange Député (1849-1851, 1852-1869)                     |
| 1870                                     | 1871         | Baron Théodore de Gargan                               |                        | Maître de forges à Hayange et Moyeuvre                                             |
| 1871                                     | 1919         | Annexion allemande                                     |                        |                                                                                    |
| 1919                                     | 1926 (décès) | Jean de Bertier de Sauvigny                            | URD                    | Propriétaire Maire de Manom Sénateur (1922-1926)                                   |
| 1926                                     | 1933 (décès) | Gabriel Mauclaire                                      | URD                    | Rentier - Maire de Thionville (1920-1933)                                          |
| 1933                                     | 1940         | René Cayet                                             | URD                    | Médecin à Thionville                                                               |
|                                          |              |                                                        |                        |                                                                                    |
| 1945                                     | 1949         | Émile Muller                                           | DVD puis RPF           | Vétérinaire                                                                        |
| 1949                                     | 1960 (décès) | Léon Schmitt (1908-1960)                               | DVD                    | Médecin, adjoint au maire de Thionville                                            |
| 1960                                     | 1967         | François Dupont                                        | DVD                    | Maire de Basse-Yutz Elu en 1967 dans le Canton d'Yutz                              |
| 1967                                     | 1981 (décès) | René Froeliger                                         | CD puis UDF            | Conseiller municipal de Thionville                                                 |
| 1981                                     | 1985         | André Lacroix                                          | RPR                    | Conseiller municipal de Thionville Elu en 1985 dans le Canton de Thionville-Est    |
| Les données manquantes sont à compléter. |              |                                                        |                        |                                                                                    |

### Conseillers d'arrondissement (de 1833 à 1940)
Le canton de Thionville avait deux, puis trois conseillers d'arrondissement.
| Période                                  | Période      | Identité                                | Étiquette   | Qualité |
| ---------------------------------------- | ------------ | --------------------------------------- | ----------- | --- |
| 1833                                     | 1848         | Antoine Barrault                        |             | Notaire, maire de Thionville (1831-1835, 1837, 1852-1853)                                                   |
| 1833                                     | 1836 (décès) | Louis Jean Gay (1779-1836)              |             | Chef d'escadron de chasseurs à cheval en retraite, ancien conseiller général, maire de Gandrange            |
| 1836                                     | 1848         | Pierre Stoufflet (1787-1864)            |             | Meunier, négociant à Boussange                                                                              |
| 1848                                     |              | Joseph Jean Marchal (1807-1859)         | Républicain | Propriétaire à Mondelange                                                                                   |
|                                          |              |                                         |             | |
| 1919                                     | 1922         | Mathias Gresse                          | URL         | Propriétaire à Thionville                                                                                   |
| 1919                                     | 1940         | Gaston Vincent                          | URL         | Marchand de vins et de spiritueux en gros au Colombier, Terville, propriétaire à Veymerange                 |
| 1919                                     | 1923 (décès) | François Grosse                         | URL         | Propriétaire à Basse-Yutz                                                                                   |
| 1922                                     | 1940         | Félix Noël                              | Droite      | Lieutenant de louveterie, conseiller municipal de Thionville*                                               |
| 1923                                     | 1928         | Jean-Pierre Antoine                     | Droite      | Entrepreneur à Basse-Yutz                                                                                   |
| 1928                                     | 1940         | Jean-Émile Antoine (frère du précédent) | Droite      | Propriétaire et entrepreneur à Basse-Yutz                                                                   |
| 1940                                     |              |                                         |             | Les conseils d'arrondissement ont été suspendus par la loi du 12 octobre 1940 et n'ont jamais été réactivés |
| Les données manquantes sont à compléter. |              |                                         |             | |

- En 1928, Félix Noël est élu au bénéfice de l'âge contre le candidat communiste Adolphe Hungler[12].

### Conseillers départementaux depuis 2015
| Période élective | Période élective | Mandat | Mandat   | Identité                | Nuance | Nuance | Qualité                                                                                       |
| ---------------- | ---------------- | ------ | -------- | ----------------------- | ------ | ------ | --------------------------------------------------------------------------------------------- |
| 2015             | 2021             | 2015   | 2021     | Pauline Lapointe-Zordan |        | LR     | Professeur de mathématiques Vice-présidente du Département, adjointe au maire de Thionville   |
| 2015             | 2021             | 2015   | 2021     | Olivier Rech            |        | LREM   | Avocat au barreau de Thionville Ancien Adjoint au maire de Thionville                         |
| 2021             | 2028             | 2021   | en cours | Pierre Cuny             |        | HOR    | Médecin endocrinologue Maire de Thionville                                                    |
| 2021             | 2028             | 2021   | en cours | Brigitte Schneider      |        | DVD    | Cadre bancaire Adjointe au maire de Thionville, 8ème Vice-Présidente du conseil départemental |

### Résultats détaillés

#### Élections de mars 2015
À l'issue du 1er tour des élections départementales de 2015, deux binômes sont en ballottage : Pauline Lapointe-Zordan et Olivier Rech (Union de la Droite, 31,25 %) et Bertrand Mertz et Brigitte Vaisse (PS, 31,13 %). Le taux de participation est de 43,9 % (13 202 votants sur 30 075 inscrits) contre 44,87 % au niveau départemental et 50,17 % au niveau national.
Au second tour, Pauline Lapointe-Zordan et Olivier Rech (Union de la Droite) sont élus avec 52,04 % des suffrages exprimés et un taux de participation de 43,58 % (6 379 voix pour 13 105 votants et 30 070 inscrits).
Olivier Rech a quitté LR et a adhéré à LREM.

#### Élections de juin 2021
Le premier tour des élections départementales de 2021 est marqué par un très faible taux de participation (33,26 % au niveau national). Dans le canton de Thionville, ce taux de participation est de 25,9 % (7 615 votants sur 29 400 inscrits) contre 26,75 % au niveau départemental. À l'issue de ce premier tour, deux binômes sont en ballottage : Pierre Cuny et Brigitte Schneider (Union au centre et à droite, 34,84 %) et Guy Harau et Brigitte Vaïsse (Union à gauche avec des écologistes, 20,95 %).
Le second tour des élections est marqué une nouvelle fois par une abstention massive équivalente au premier tour. Les taux de participation sont de 34,36 % au niveau national, 27,16 % dans le département et 26,66 % dans le canton de Thionville. Pierre Cuny et Brigitte Schneider (Union au centre et à droite) sont élus avec 57,71 % des suffrages exprimés (4 164 voix pour 7 842 votants et 29 410 inscrits),,. 

## Composition

### Composition en 1795
La ville de Thionville.

### Composition en 1801
Beuvange, Boussange, Budange, Clouange, Ebange et Daspich, Erzange, Fameck et Edange, Florange, Gandrange et Amnéville, Hayange, Knutange, Maquenom, Marspich, Mondelange, Morlange et Rémelange, Moyeuvre-Grande, Moyeuvre-Petite, Neufchef, Nilvange, Ranguevaux, Richemont et Bévange, Rosselange, Schrémange et Suzange, Terville, Thionville, Uckange, Veymerange, Vitry, Volkrange et Metzange, Yutz-basse, Yutz-haute.

### Composition en 1817
Fameck, Florange, Gandrange, Hayange, Marspich, Moyeuvre-la-Grande, Ranguevaux, Richemont, Rosselange, Schremange, Thionville, Uckange, Veymerange, Vitry, Volkrange, Yutz (haute et basse).
Population de l'époque : 14 380 habitants.

### Composition de 1967 à 1984
À la suite du redécoupage de 1967, le canton comprend alors la seule commune de Thionville.

### Composition depuis 2015
| Nom                                | Code Insee | Intercommunalité               | Superficie (km2) | Population (dernière pop. légale)                | Densité (hab./km2) | Modifier                                    |
| ---------------------------------- | ---------- | ------------------------------ | ---------------- | ------------------------------------------------ | ------------------ | ------------------------------------------- |
| Thionville (bureau centralisateur) | 57672      | CA Portes de France-Thionville | 49,88            | Fraction : 41 354 (2022) Commune : 42 778 (2022) | 858                | modifier les données · modifier les données |
| Terville                           | 57666      | CA Portes de France-Thionville | 3,83             | 7 609 (2022)                                     | 1 987              | modifier les données · modifier les données |
| Canton de Thionville               | 5726       |                                |                  | 48 963 (2022)                                    |                    | modifier les données                        |

Le canton de Thionville comprend désormais :
1. la commune de Terville,
2. la partie de la commune de Thionville non comprise dans le canton d'Yutz.

## Démographie
En 2022, le canton comptait 48 963 habitants, en évolution de +6,61 % par rapport à 2016 (Moselle : +0,52 %, France hors Mayotte : +2,11 %).
| 2013   | 2018   | 2022   |
| ------ | ------ | ------ |
| 46 698 | 46 031 | 48 963 |